# Faragó Géza

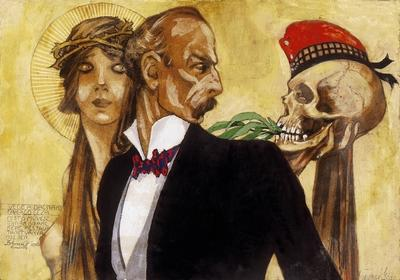
A háború vége, egyúttal ez önarcképe is (1918 körül)

Faragó Géza, született 	Frankfurter Géza (Budapest, 1877. június 25. – Budapest, 1928. szeptember 23.)  magyar festő, grafikus.
A magyar szecessziós festőművészet, a plakátművészet, a karikatúrarajzok, s a színházi díszletek tervezésének jeles mestere.

## Életpályája
Frankfurter Sándor és Rothberger Terézia fia. Rajzolási tehetsége már korán megmutatkozott, s jobb módú szülei támogatásával Bruck Miksa magántanítványa lett. Egy "Hansy" nevű zsokét ábrázoló rajza, nagy botrányt kavart, különösen akkor, amikor kiderült szabadidejét az ügetőpályán tölti főképp rajzolással. Az iskolából kicsapták. Gimnáziumi tanulmányai után, 1897-ben tanulmányait Párizsban folytatta. Kezdetben az Académie Colarossi hallgatója volt, s a tandíjra valót egy párizsi pliszégyárban dolgozva szedte össze. Később az Atelier Artistique Delay-ban folytatta tanulmányait, Alexandre Delay festő vezetése mellett. Roheim Ödön támogatásával tovább maradhatott Párizsban, s sikeres felvételit tett a Montparnasse-n működő nagy hírű iskolába Arts Décoratifs-ba. Két éven keresztül dolgozott Alfons Mucha műhelyében, a mester teljes megelégedésére, majd önálló műtermet nyitott Párizsban. Ekkoriban plakátok, reklámok tervezéséből élt, majd egy nap beteg lett, s rövidesen nem tudta fizetni a műterem bérét. Visszatért Budapestre.     
Hazatérve a szolnoki művésztelepen Fényes Adolf mellett, majd 1910 körül a kecskeméti művésztelepen Iványi-Grünwald Béla körében alkotott. Szívesen örökített meg vidám, humoros jeleneteket, mestere volt a karikatúrának, sokat tett a plakátművészet alkalmazott grafikai szintű és európai színvonalon történő meghonosításáért.
1914-ben plakátkiállítása volt Berlinben. Négyszer volt kiállítása a Nemzeti Szalonban: 1900-ban, 1910-ben, 1923-ban és 1928-ban. Az 1910-es kiállításon plakátjait és saját festményeit (tájképeit, figurális kompozícióit) együtt állította ki, s a közönség körében nagy sikere volt, erről beszámolt a Nyugat művészetkritikusa, Lengyel Géza is. 1916-ban a müncheni Kunsthaus Brackl-ban volt nagyszabású önálló kiállítása, és ugyan ebben az évben bemutatták munkáit az Ernst Múzeumban is.
A legnagyobb sikert plakátjaival és színpadi díszleteivel aratta. 1910-től 1915-ig a Király Színház, később a Fővárosi Operettszínház, majd az UFA-filmgyár szcenikusa volt. Magyar lakodalom című, általa írt és díszletezett balettjét Londonban egy évig játszották.
Kétszer nősült. 1910. április 25-én nőül vette Makay Erzsébetet, akitől 1920-ban elvált. Második felesége Talabér Emma volt, akivel 1921. május 24-én Budapesten kötött házasságot.
51 évesen ragadta el a halál, a Kerepesi temetőben nyugszik.

## Művei közgyűjteményekben
Műveit az Országos Széchényi Könyvtár, a Kiscelli Múzeum, a Magyar Nemzeti Galéria és a kecskeméti Katona József Múzeum őrzi, számos műve van magántulajdonban.

## Képeiből

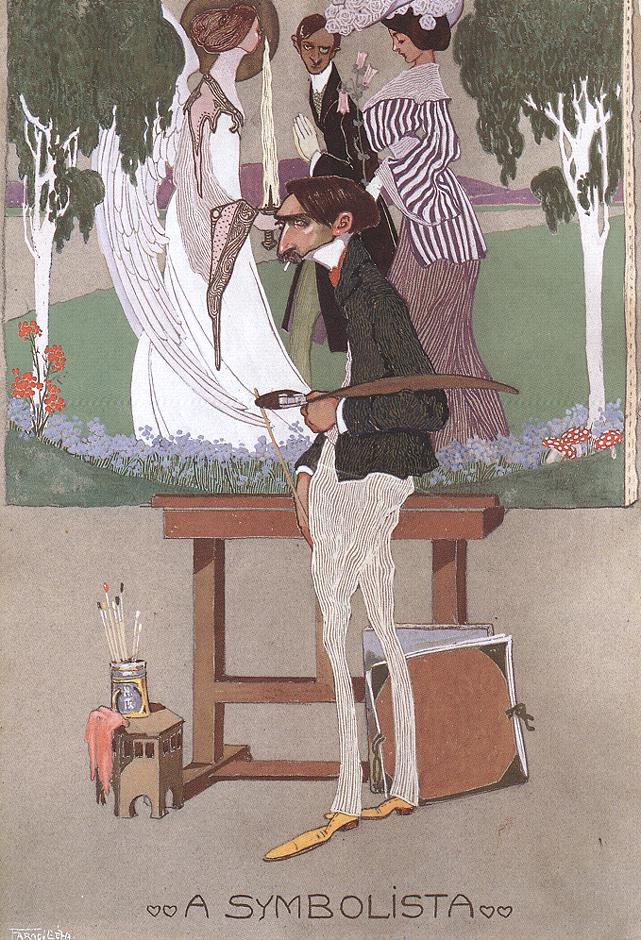
A szimbolista 1908
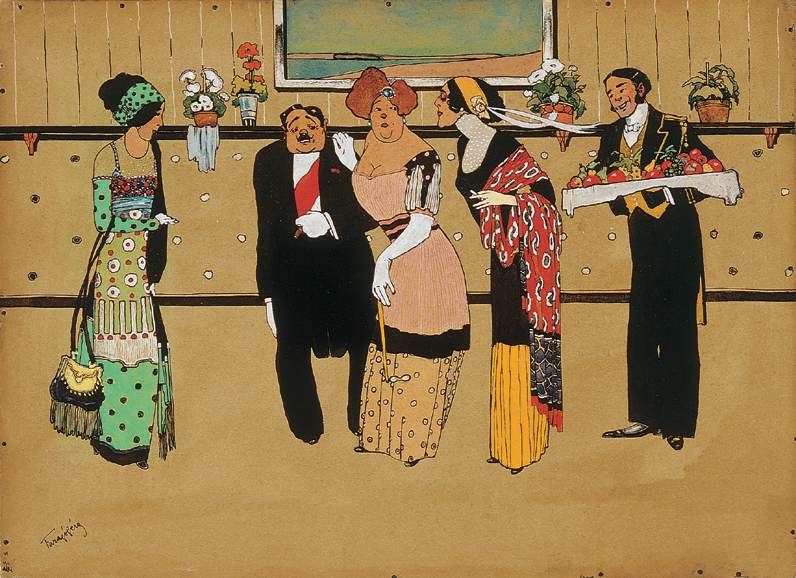
Fogadás (1910 körül)
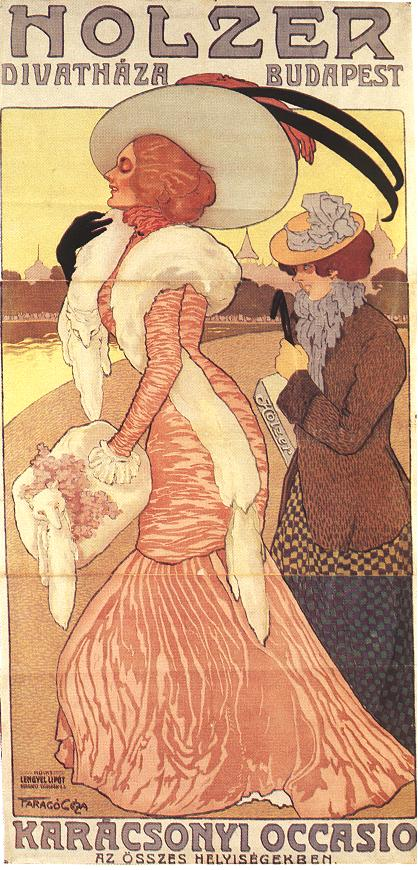
A Holzer Divatház plakátja 1902
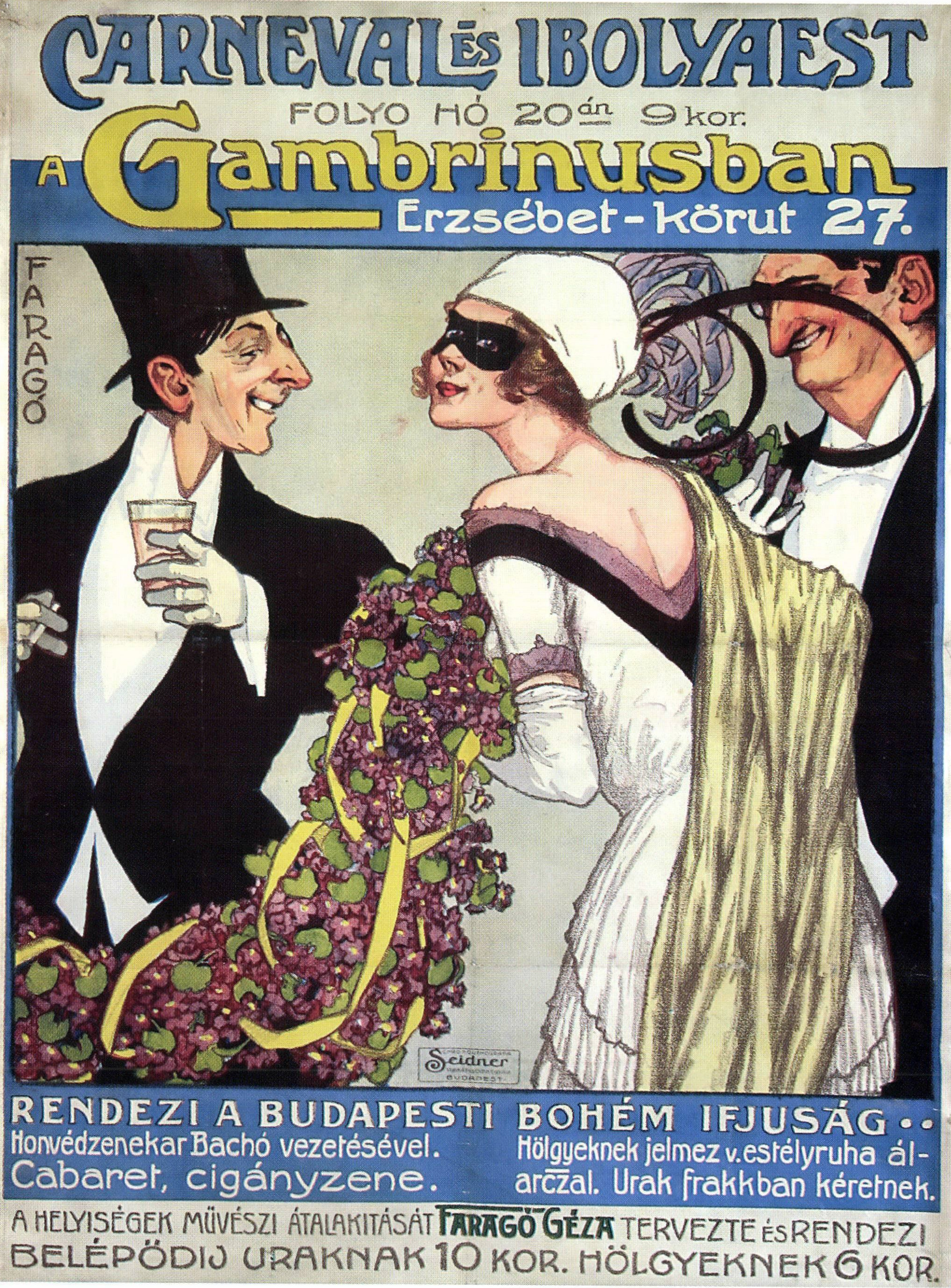
Bálba invitálás, plakát

## Művei (válogatás)

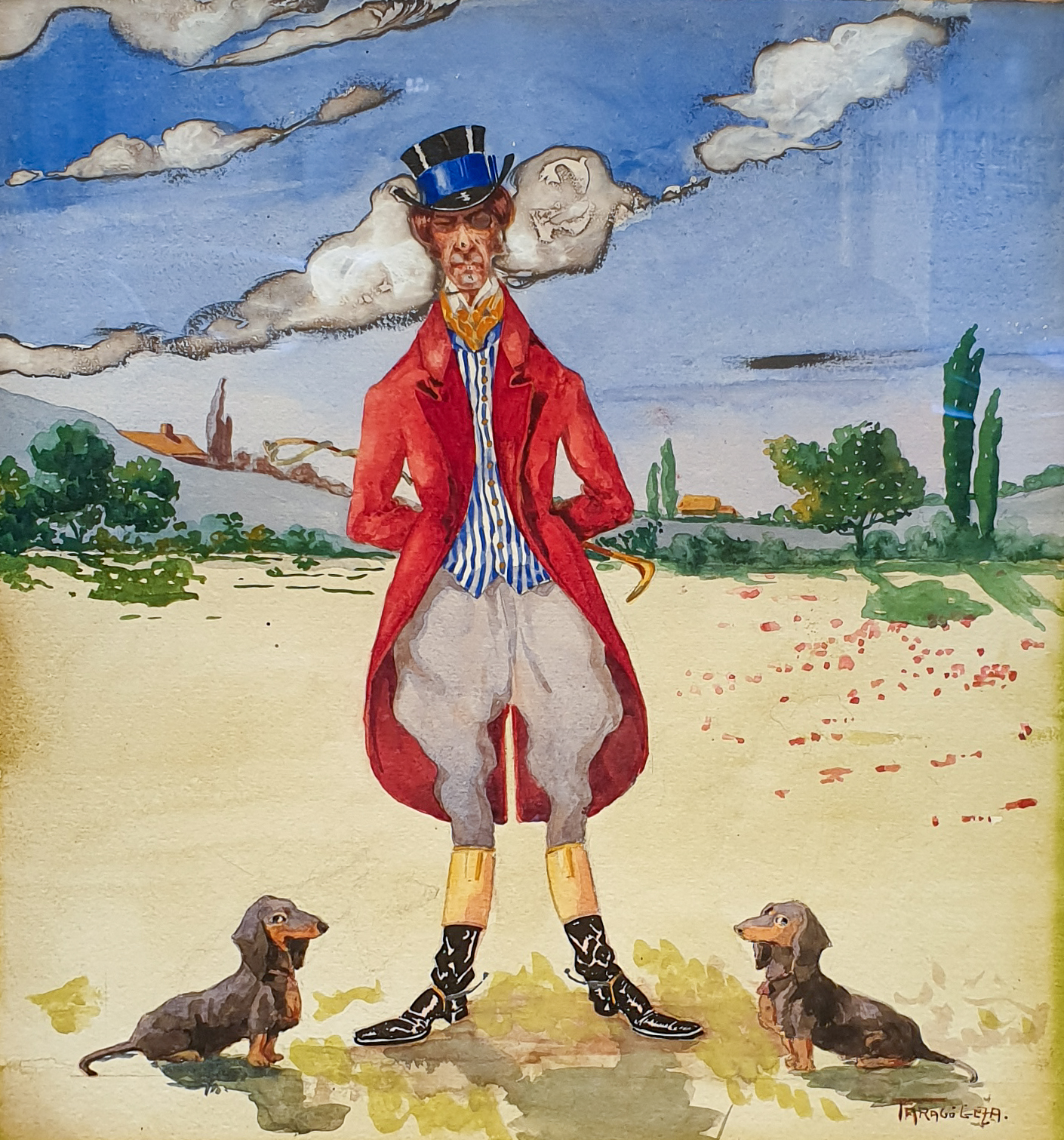
Békéltető

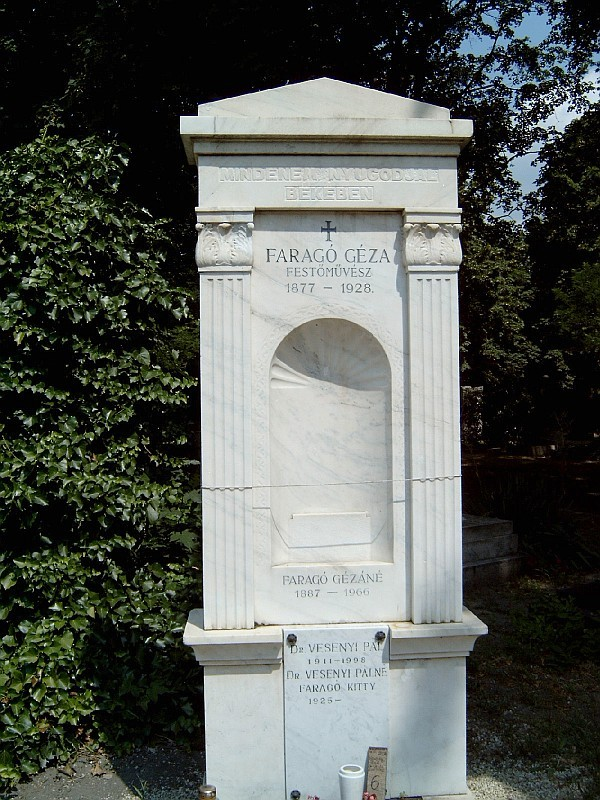
Faragó Géza sírja Budapesten. Kerepesi temető: 34-11-21.

- 1903 Elveszett paradicsom (tempera, gouache, papír, 63 x 48 cm; magántulajdonban)
- (Év nélkül) Nakiri (plakát, 180 x 113 cm; Kiscelli Múzeum, Budapest)
- 1908 A szimbolista (tempera, színes papír, 51 x 35 cm; Magyar Nemzeti Galéria, Budapest)
- 1909 Gottschlig-rum, plakát
- 1909 Törley-pezsgő, plakát
- 1910 Fogadás (tus, akvarell, papír, 345 x 470 mm; magántulajdonban)
- 1910-es évek Fiatal leány kakaduval (akvarell, papír; 32×25,5 cm
- (1910 körül) Tungsram izzólámpa plakát (125 x 95 cm; Magyar Nemzeti Galéria, Budapest)
- (1910 körül) Ruhaüzlet plakátja
- 1911 Virágok között (olaj, vászon, 94 x 64,5 cm; Katona József Múzeum, Kecskemét)
- 1913 Karcsú nő macskával (olaj, vászon, 81 x 63 cm; magántulajdonban)
- (Év nélkül) Este a Dunán (MNG)
- (Év nélkül) Korai holdsütés (MNG)
- (Év nélkül) Reggel (MNG)
- (Év nélkül) Seefeldi parasztlány (MNG)
- (1918 körül) A háború vége (egyben ez önarckép is; vegyes technika, 51 x 73 cm; magántulajdonban)

## Társasági tagság
Kecskeméti művésztelep alapító tag